# Roger Freeman (baron Freeman)
Roger Norman Freeman, né le 27 mai 1942et mort le 2 juin 2025, est un homme politique britannique. Membre du Parti conservateur, il est chancelier du duché de Lancastre au sein du cabinet du premier ministre John Major de 1995 à 1997. Il est député de Kettering de 1983 à 1997, et est nommé pair à vie en 1997. 

## Jeunesse et carrière
Freeman est né à Wirral et fait ses études à la Whitgift School, Croydon, et au Balliol College d'Oxford. Lorsqu'il est à Oxford, il est président de l'Association conservatrice de l'Université d'Oxford à Hilary Term 1964. Avant d'entrer au Parlement, il est Expert-comptable travaillant pour une banque d'investissement. 

## Carrière politique
Après une tentative infructueuse d'être élu député de Don Valley en 1979, Freeman est élu député de Kettering en 1983. Avant de rejoindre le Cabinet, il est sous-secrétaire d'État parlementaire aux Forces armées (1986–88), sous-secrétaire d'État parlementaire à la Santé (1988–90) et ministre d’État des transports publics (1990–1995) . À ce poste, il est chargé de faire passer à la Chambre des communes le projet de loi sur les chemins de fer, prévoyant la privatisation de British Rail et promulgué sous le nom de Railways Act 1993. 
Lors des honneurs d'anniversaire de 1993, Freeman est admis au Conseil privé. En 1995, il entre au Cabinet par John Major en tant que chancelier du duché de Lancastre.
Il lance le processus de privatisation de HM Stationery Office (HMSO), même si en tant qu'ancien ministre des Achats MOD, l'un des principaux clients de HMSO, il pourrait être considéré comme ayant eu un conflit d'intérêts. Le National Audit Office dénonce par la suite l'ensemble du processus comme une débâcle. 
Battu de peu aux élections générales de 1997, il est peu après élevé à la pairie en tant que baron Freeman, de Dingley, dans le comté de Northamptonshire, lors des honneurs de démission du premier ministre en 1997. 
Lord Freeman est président de la Charity SkillForce de 2004 à 2016. Il est aussi le patron de SkillForce et de la Commission indépendante des transports. 

## Vie privée
Son épouse, Jennifer Freeman, est une ancienne secrétaire de la Victorian Society et une spécialiste du développement architectural de bâtiments historiques. 